# Thanh Dụ lăng
Thanh Dụ lăng (chữ Hán: 清裕陵), là một lăng tẩm tại Trung Quốc, nơi chôn cất Thanh Cao Tông Càn Long Hoàng đế - vị Hoàng đế thứ sáu của triều đại nhà Thanh.

## Lịch sử
Tòa lăng này được bắt đầu xây dựng vào năm Càn Long thứ 8 (1743), được chọn tại Thắng Thủy dục (胜水峪) phía Tây của Hiếu lăng, nay là thuộc Thanh Đông lăng vùng Tuân Hóa của Trung Quốc. Lăng hoàn thành những công trình chủ thể vào năm Càn Long thứ 17 (1752), tiêu hao hơn 170 vạn lượng bạc.
Lăng mộ này của Càn Long Đế thể hiện tư duy sùng Phật giáo của ông, khi trong địa cung có rất nhiều đồ án về Phật giáo: Tam thế Phật, Ngũ phương Phật, Tám vị Bồ tát, Tứ đại Thiên vương cùng một số đồ án Phật giáo điển hình khác. Ngoài quan tài của Càn Long Đế, trong địa cung của lăng chính còn có quan tài của Hiếu Hiền Thuần Hoàng hậu, Hiếu Nghi Thuần Hoàng hậu cùng ba vị Hoàng quý phi khác của ông là Tuệ Hiền Hoàng quý phi, Triết Mẫn Hoàng quý phi và Thục Gia Hoàng quý phi. Bên ngoài địa cung có một phần "Phi viên tẩm", dùng để chôn cất các phi tần khác của Càn Long Đế
Năm 1979, khi khám phá Dụ lăng, thì địa cung đã sớm bị ngập nước. Quan tài của Càn Long Đế, cùng hai vị Hoàng hậu và ba vị Hoàng quý phi sớm đã nổi lềnh bềnh, vật bồi táng tất cả đều bị trộm. Sau khi xử lý sự việc, 5 thi hài của các vị Hậu phi trên đã lẫn lộn vào nhau, cuối cùng cùng chung một khối cải táng.

## Kiến trúc

### Tổng thể
Toàn thể kiến trúc của Dụ lăng, theo hướng từ Nam đến Bắc gồm:
1. Thánh Đức Thần Công bi đình (圣德神功碑亭): bi ký của lăng.
2. Ngũ Khổng kiều (五孔桥): cây cầu lớn bằng đá có 5 lõm.
3. Ngũ Tượng sinh (石像生): các tượng hình nhân, hình thú trong lăng mộ Đế vương.
4. Bài Lâu môn (牌楼门): cổng Tam quan (hoặc Ngũ quan) trước lăng mộ.
5. Nhất Khổng kiều (一孔桥): cây cầu đá lớn có 1 lõm.
6. Hạ Mã bài (下马牌): một bi ký, yêu cầu xuống ngựa khi quan viên đến cung điện hoặc Khổng miếu.
7. Tỉnh đình (井亭): đình Giếng.
8. Thần Trù khố (神厨库): một kho lương trong lăng tẩm thời Minh-Thanh, chuyên dùng đựng đồ cống phẩm và làm lễ hiến tế.
9. Đông Tây triều phòng (东西朝房): phòng Đông và Tây, nơi nghỉ ngơi và chuẩn bị đồ vật mỗi khi cúng tế.
10. Tam lộ Tam khổng kiều (三路三孔桥) và Đông Tây Bình kiều (东西平桥): 3 cây cầu đá 3 lõm cùng cầu bắc hai bên, đây là những kiến trúc tiêu biểu thời Minh-Thanh, dẫn lên chính điện của lăng.
11. Đông Tây ban phòng (东西班房): phòng trực ban, bên ngoài Đại Hồng môn.
12. Long Ân điện (隆恩殿): còn gọi "Hưởng điện" (享殿), là nơi thờ bài vị của Đế-Hậu cùng một số các phi tần phụ táng. Đây là kiến trúc trên mặt đất to nhất trong một quần thể lăng thời Thanh. Chỉ có điện thờ dành cho Đế-Hậu gọi là Long Ân điện, còn phi tần chỉ xưng Hưởng điện.
13. Tam lộ Nhất khổng kiều (三路一孔桥): 3 cây cầu 1 lõm.
14. Lưu Li Hoa môn (琉璃花门): 3 cổng lưu li dẫn vào khu Minh lâu.
15. Nhị Trụ môn (二柱门): cửa thần đạo trục chính.
16. Tế đài ngũ cung (祭台五供): đàn tế bằng đá, có 5 vật.
17. Phương thành (方城): tòa thành bảo vệ Minh lâu.
18. Minh lâu (明楼): tòa lầu cao hai tầng mái, trang trí cho phần mộ chính.
19. Bảo thành (宝城): tòa thành bảo vệ khu Bảo đính.
20. Bảo đính (宝顶): phần gò mộ, bên dưới có chứa địa cung. Phần bảo đính thường được trồng cây cỏ cao.
21. Địa cung (地宫): sâu nhất trong lăng, nơi đặt quan tài của Càn Long Đế, Hiếu Hiền Thuần Hoàng hậu, Hiếu Nghi Thuần Hoàng hậu, Tuệ Hiền Hoàng quý phi, Triết Mẫn Hoàng quý phi cùng Thục Gia Hoàng quý phi.

### Phi viên tẩm

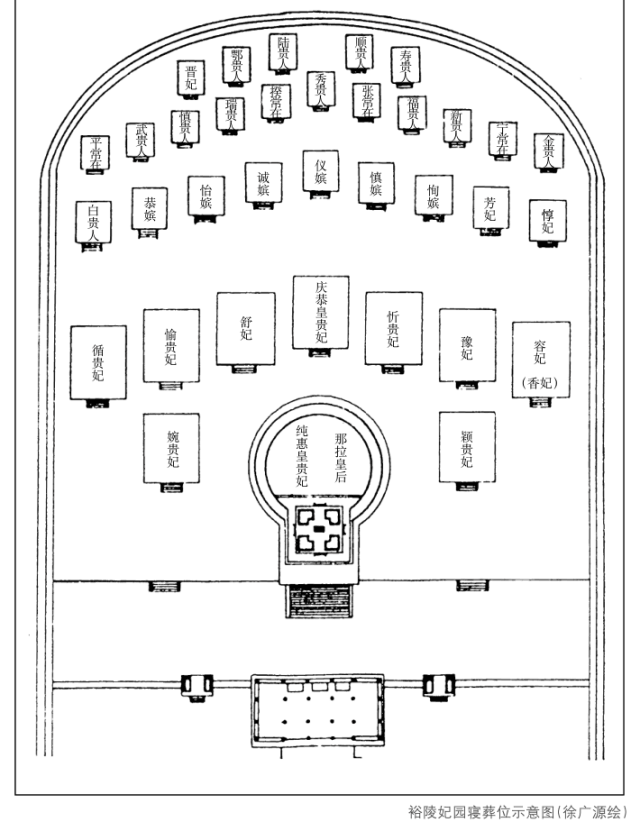
Sơ đồ khu vực Phi viên tẩm

Đây gọi là Dụ lăng Phi viên tẩm (裕陵妃园寝), là khu sân vườn nơi Càn Long Đế dùng để táng tất cả những hậu phi không thể cùng ông nhập táng tại địa cung trong Dụ lăng. Viên tẩm ở vào phía Tây của Dụ lăng, được kiến tạo vào năm Càn Long thứ 12 (1747), năm thứ 25 (1760) thì đại quy mô tu sửa, đến năm thứ 27 (1762) thì hoàn thành.
Ban đầu, nơi này gọi là Phi nha môn (妃衙门), có các Khổng kiều và Bình kiều, thêm Đông Tây sương phòng, Ban phòng, Lưu Li Hoa môn, Hưởng điện, tất cả đều dùng màu đỏ. Năm Càn Long thứ 25 (1760), khi sủng phi của Càn Long Đế là Thuần Huệ Hoàng quý phi qua đời, Hoàng đế đã cho xây lại Phi viên tẩm,  và cho nhập táng quan tài của Thuần Huệ Hoàng quý phi vào Minh lâu.
Sau sự kiện của Kế Hoàng hậu Na Lạp thị bị thất sủng, Càn Long Đế cho táng thi hài của Hoàng hậu vào căn phòng phụ bên cạnh quan tài Thuần Huệ Hoàng quý phi. Như vậy, Dụ lăng Phi viên tẩm an táng 1 Kế hậu, 2 Hoàng quý phi (Thuần Huệ Hoàng quý phi và Khánh Cung Hoàng quý phi), 5 vị Quý phi, 6 vị Phi, 5 vị Tần, 12 vị Quý nhân cùng 4 vị Thường tại, tổng cộng 36 người.
Từ Đông qua Tây, lấy Minh lâu làm trung tâm, thì theo thứ tự hàng trên dưới, các vị phi tần có vị trí mộ như sau:
- Hàng 1: Dĩnh Quý phi, Uyển Quý phi.
- Hàng 2: Dung phi, Dự phi, Hãn Quý phi, Khánh Cung Hoàng quý phi, Thư phi, Du Quý phi, Tuần Quý phi.
- Hàng 3: Đôn phi, Phương phi, Tuân tần, Thận tần, Nghi tần, Thành tần, Di tần, Cung tần, Bạch Quý nhân.
- Hàng 4: Kim Quý nhân, Ninh Thường tại, Tân Quý nhân, Phúc Quý nhân, Trương Thường tại, Tú Quý nhân, Quỹ Thường tại, Thụy Quý nhân, Thận Quý nhân, Võ Quý nhân, Bình Thường tại.
- Hàng 5: Thọ Quý nhân, Thuận Quý nhân, Lục Quý nhân, Ngạc Quý nhân, Tấn phi.

Tính từ khi an táng Nghi tần Hoàng thị năm Càn Long thứ 17 (1752) đến khi Tấn phi Phú Sát thị được an táng vào năm Đạo Quang thứ 3 (1823), Phi viên tẩm đã trải qua ra vào an táng suốt 71 năm.

## Hình ảnh

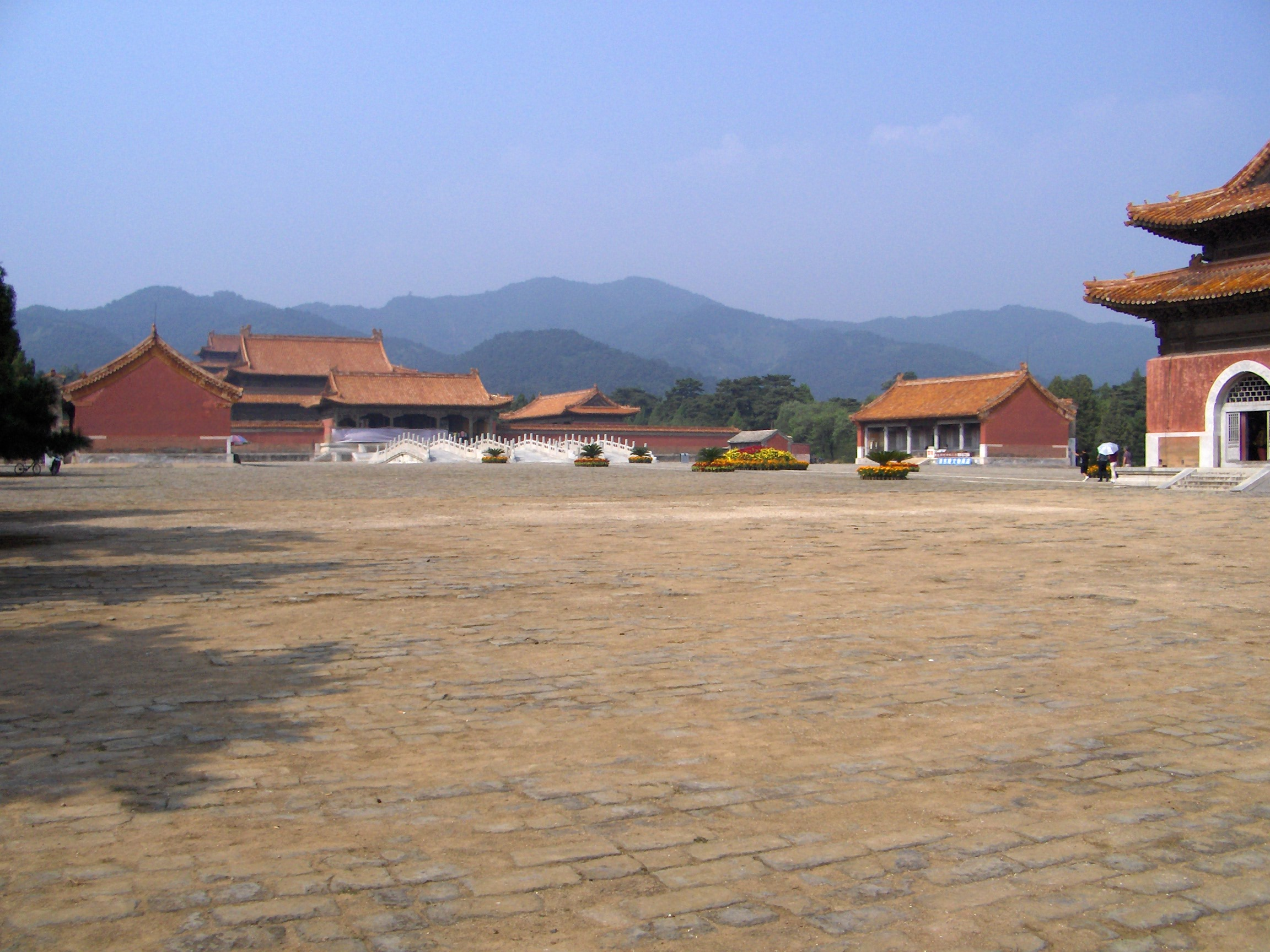
Dụ lăng nhìn xa
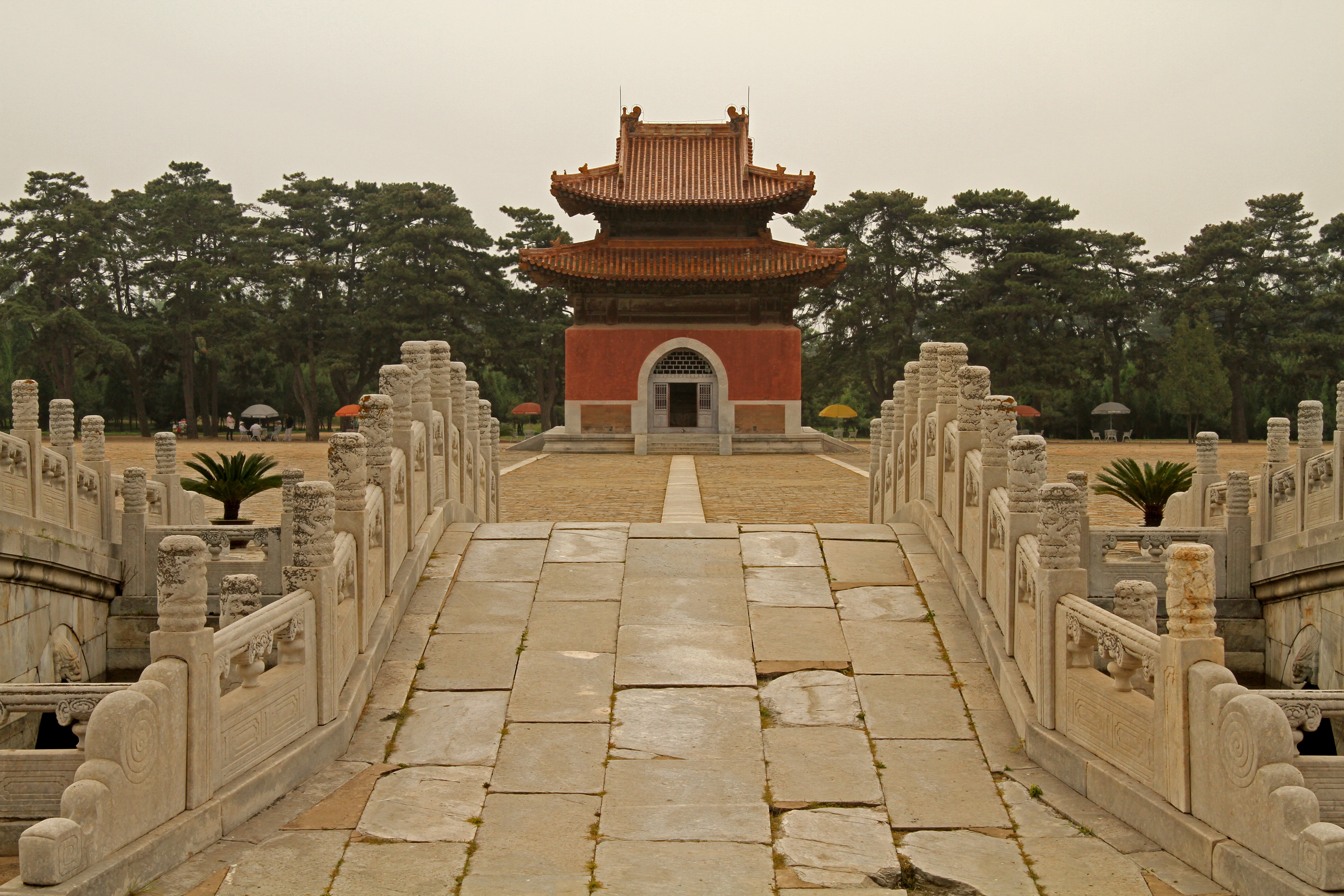
Thánh Đức Thần Công bi đình
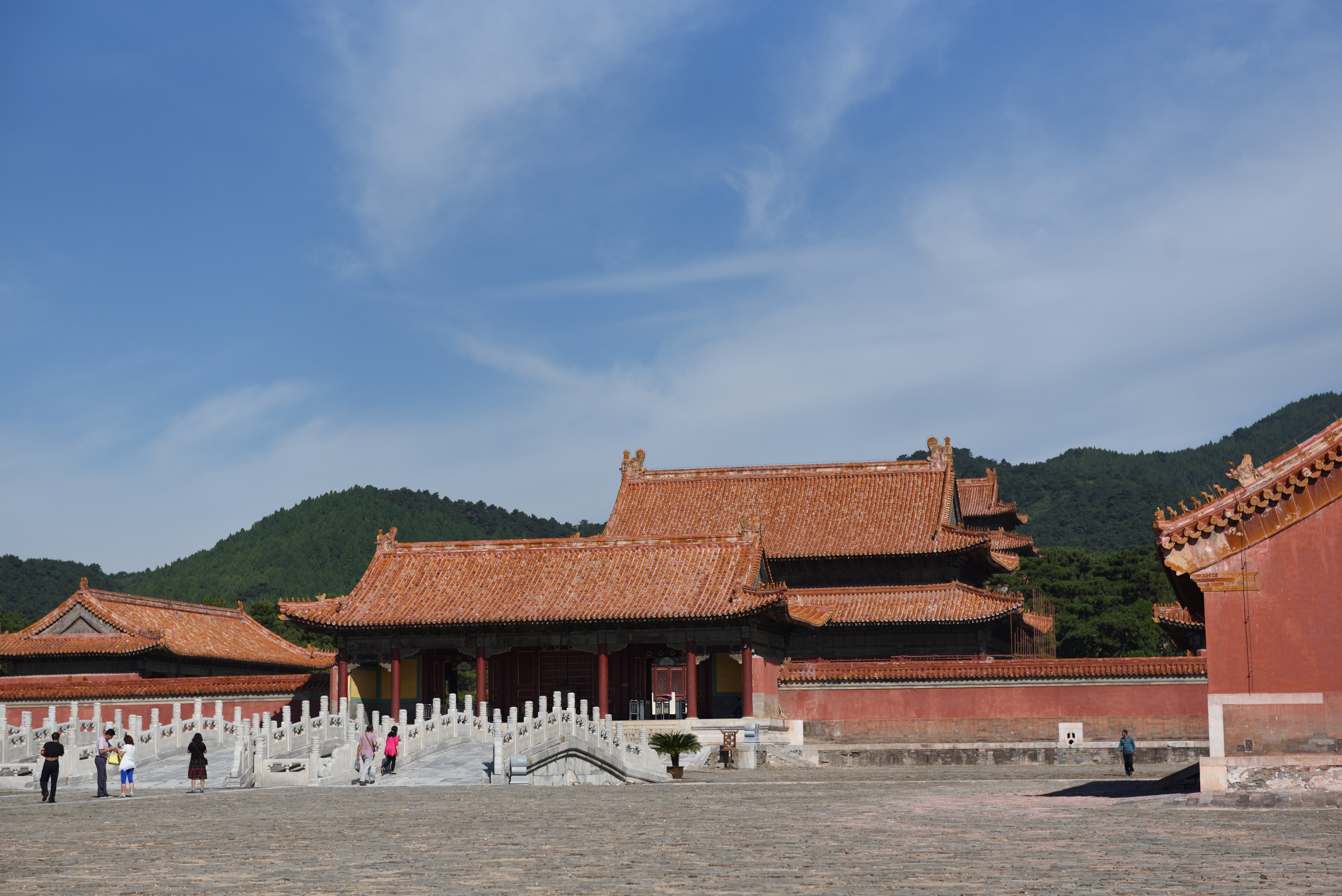
Đến Tam lộ Tam khổng kiều và Long Ân điện
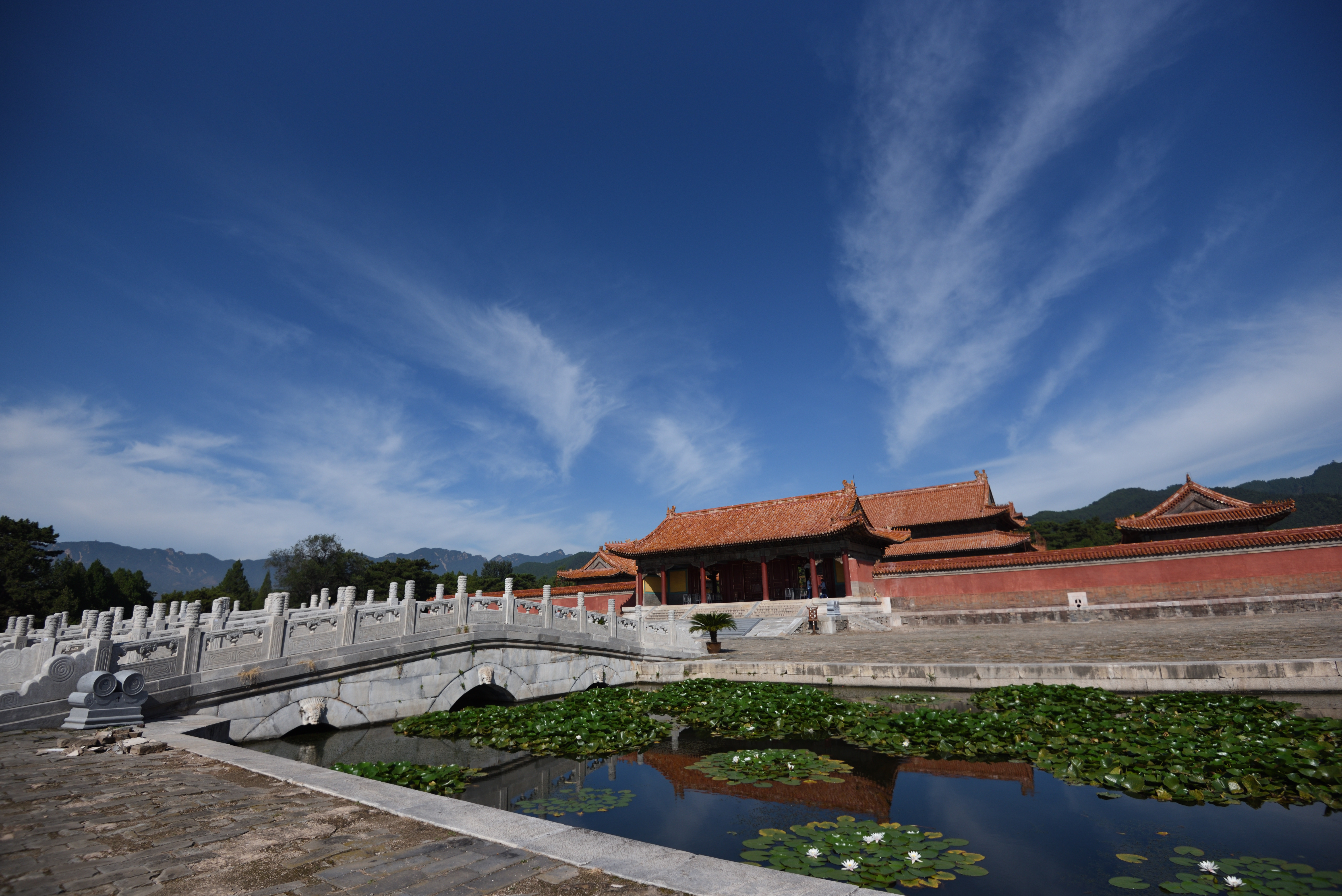
Tam lộ Tam khổng kiều
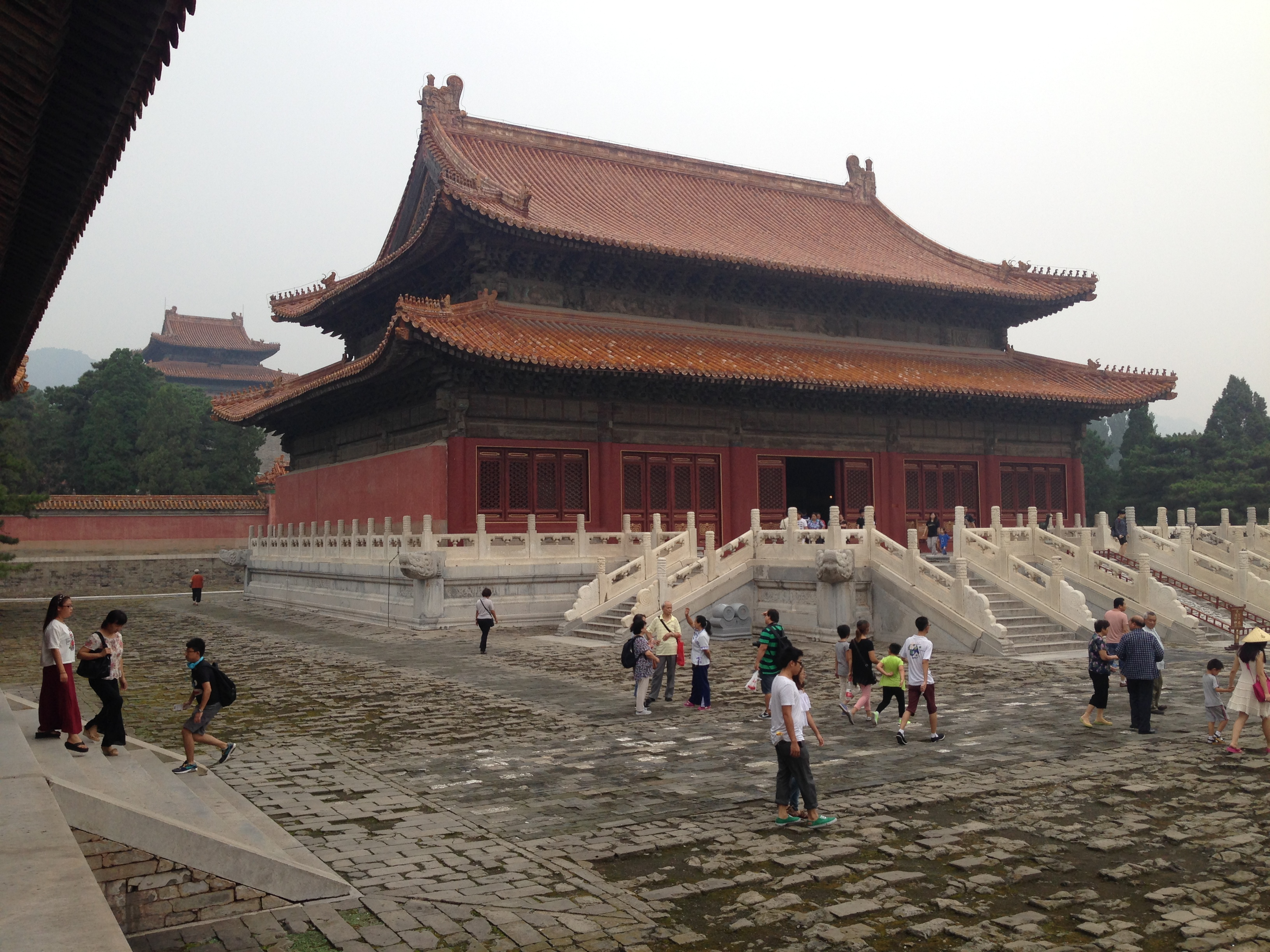
Long Ân điện
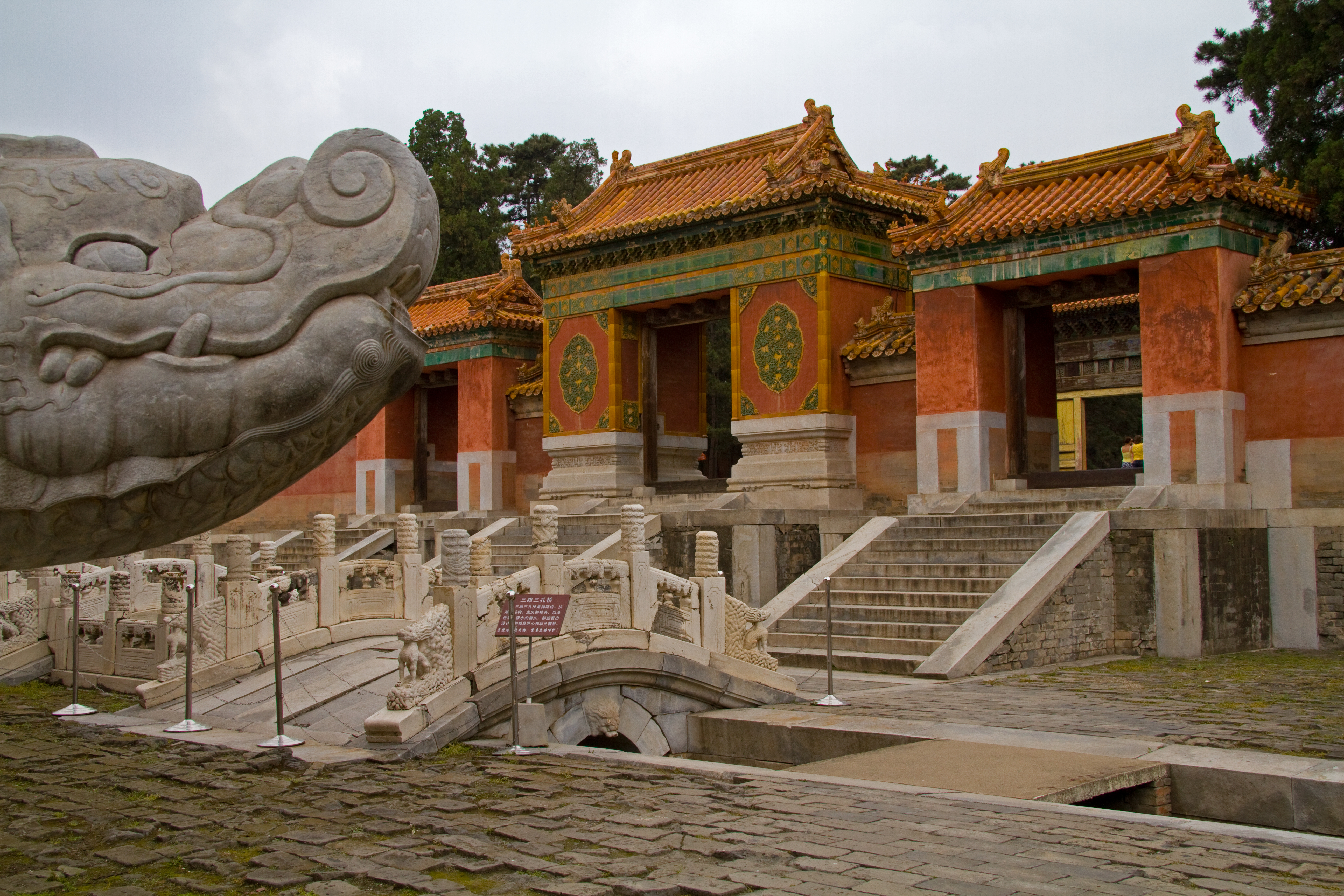
Tam lộ Nhất khổng kiều và Lưu Li Hoa môn
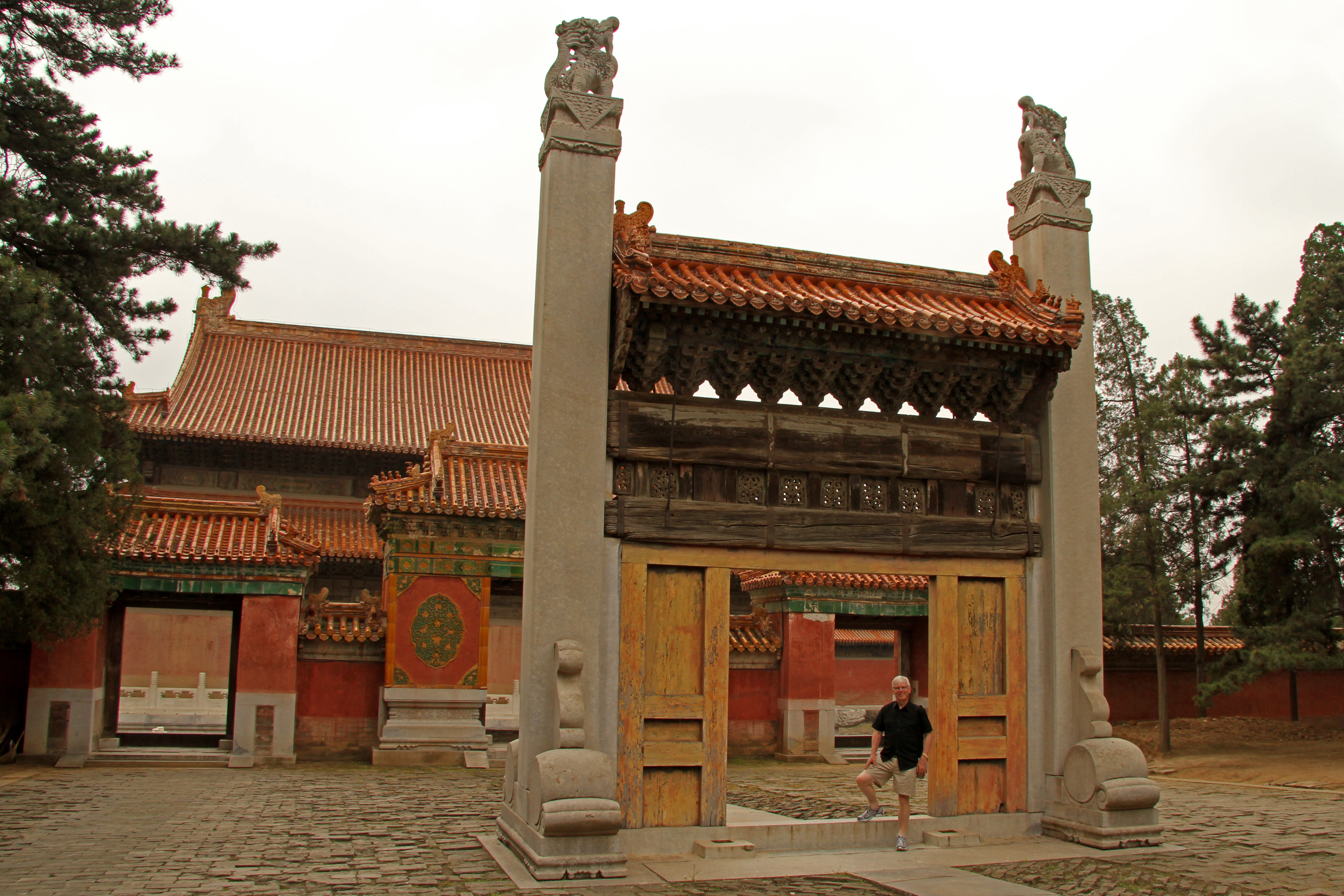
Nhị Trụ môn
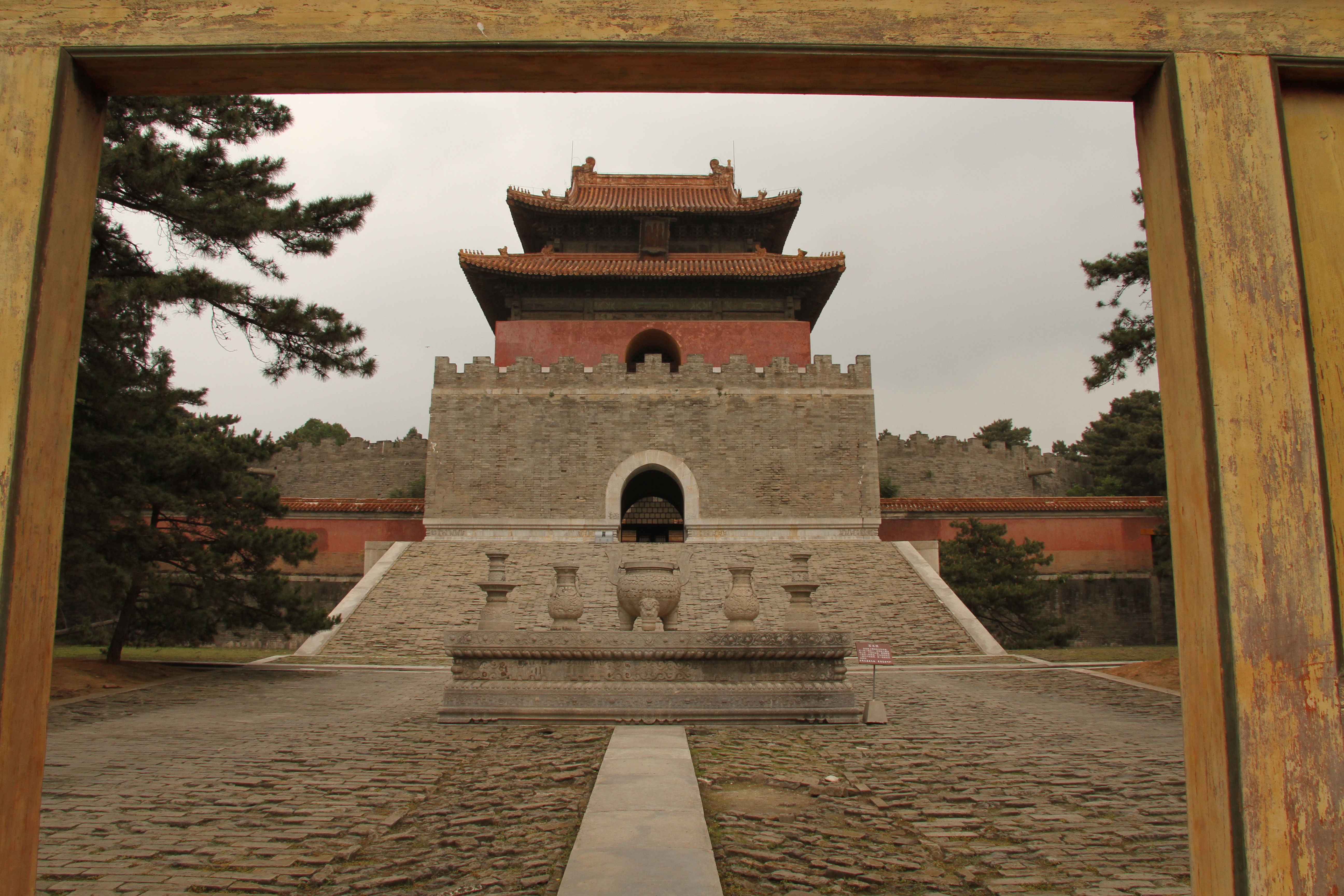
Phương Thành, Minh Lâu cùng Ngũ cung
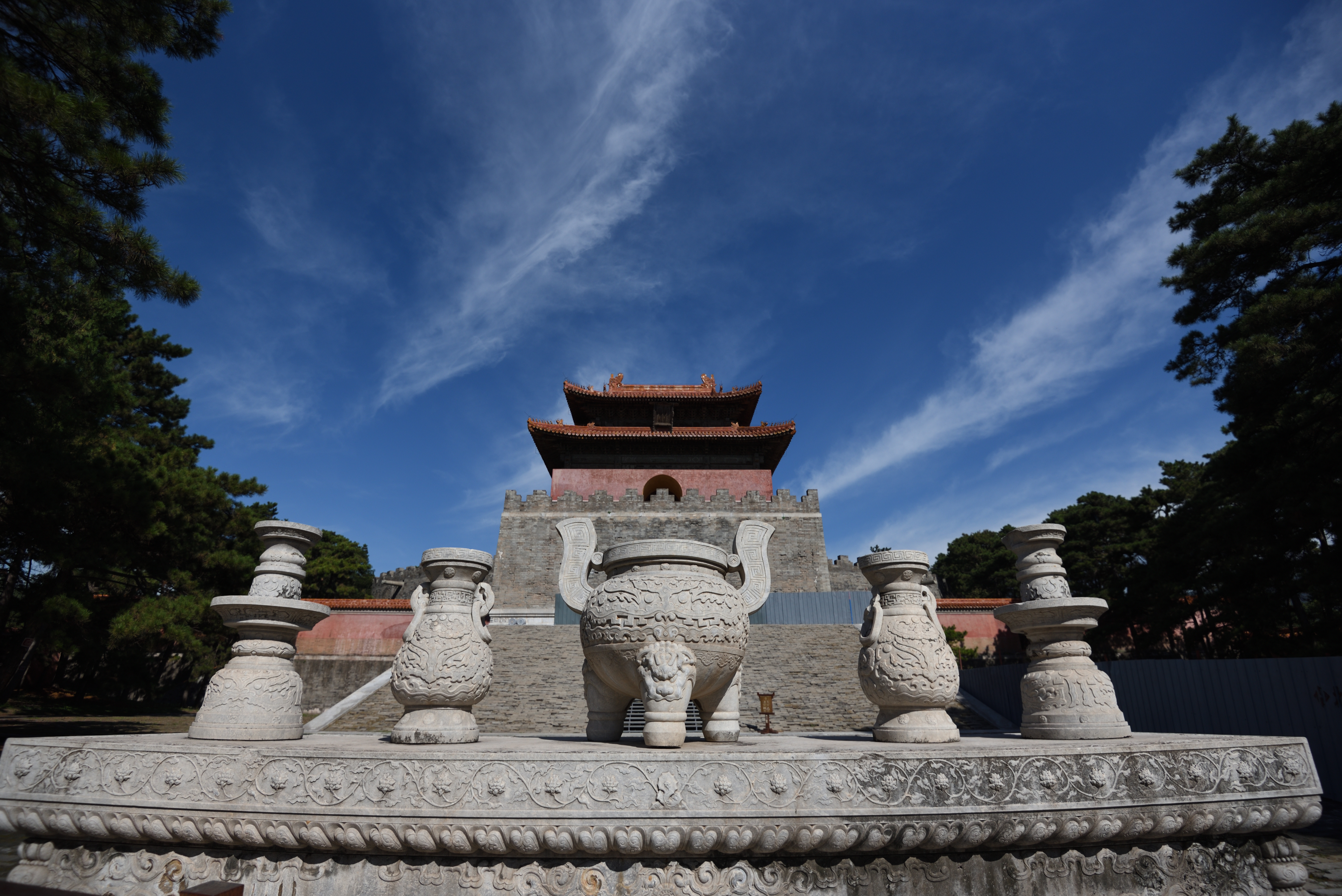
Phương Thành, Minh Lâu cùng Ngũ cung
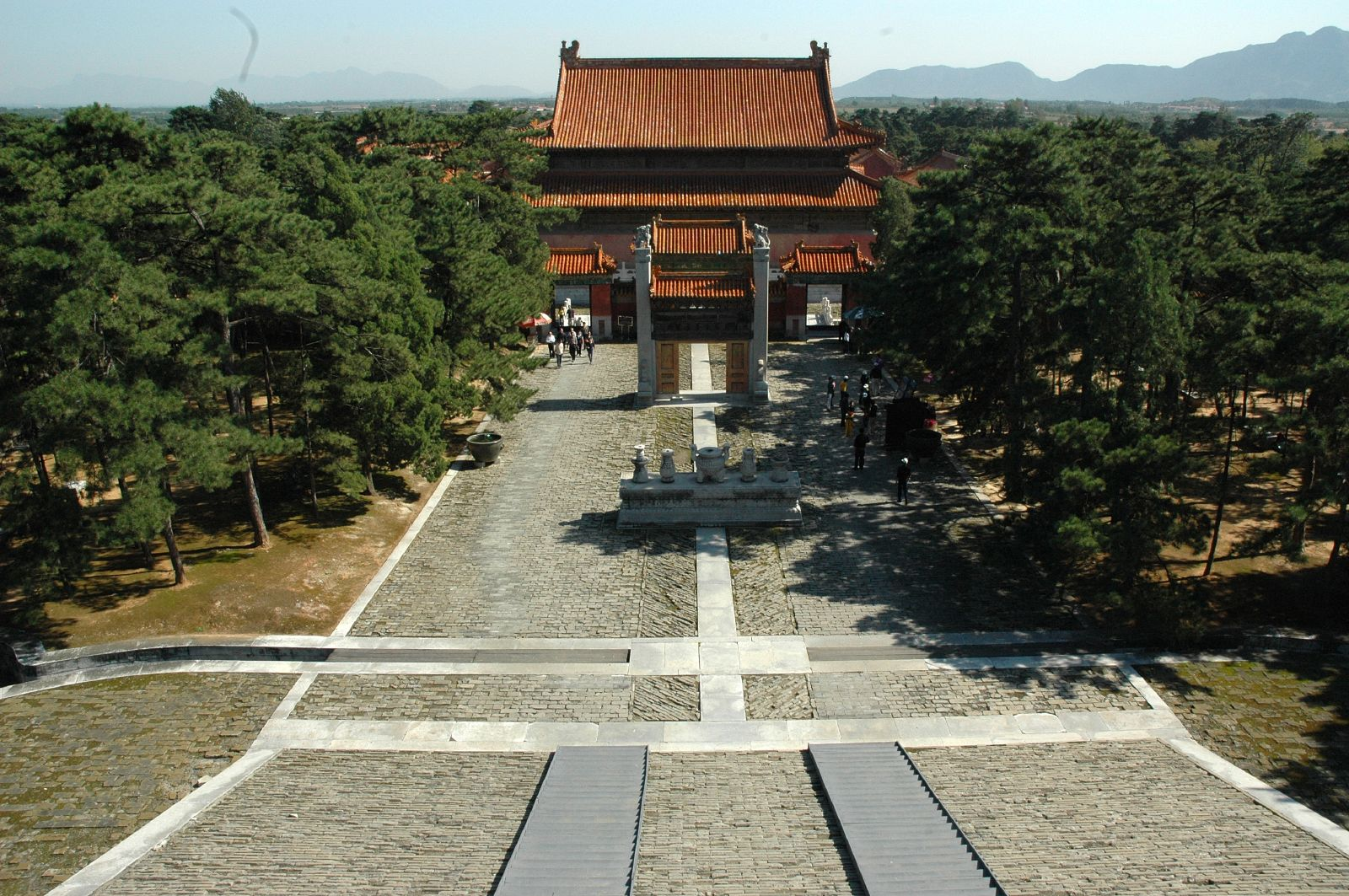
Hướng nhìn từ Minh lâu xuống Ngũ cung, Nhị Trụ môn đến Long Ân điện
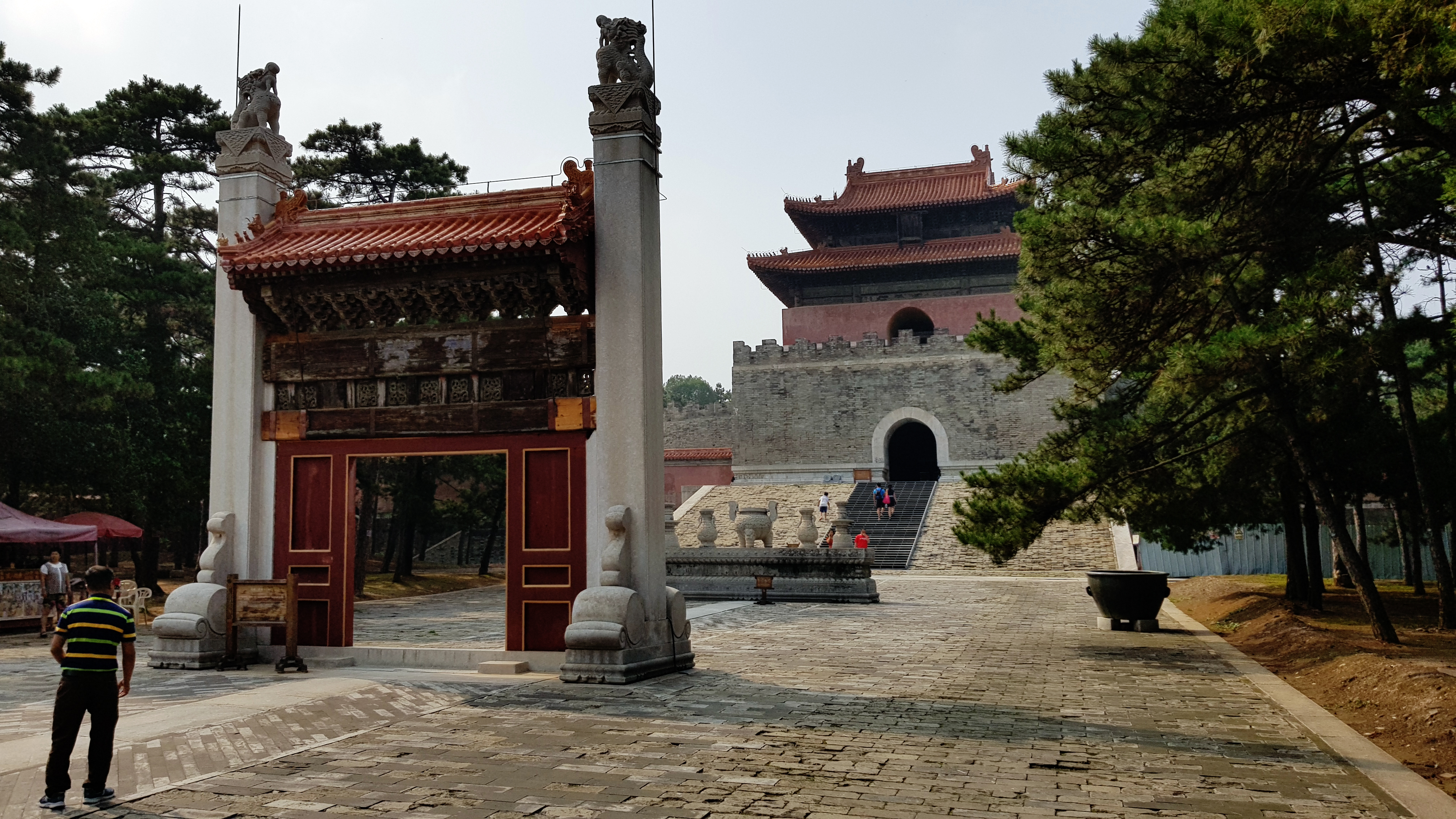
Minh lâu trên đường trục chính của Dụ lăng
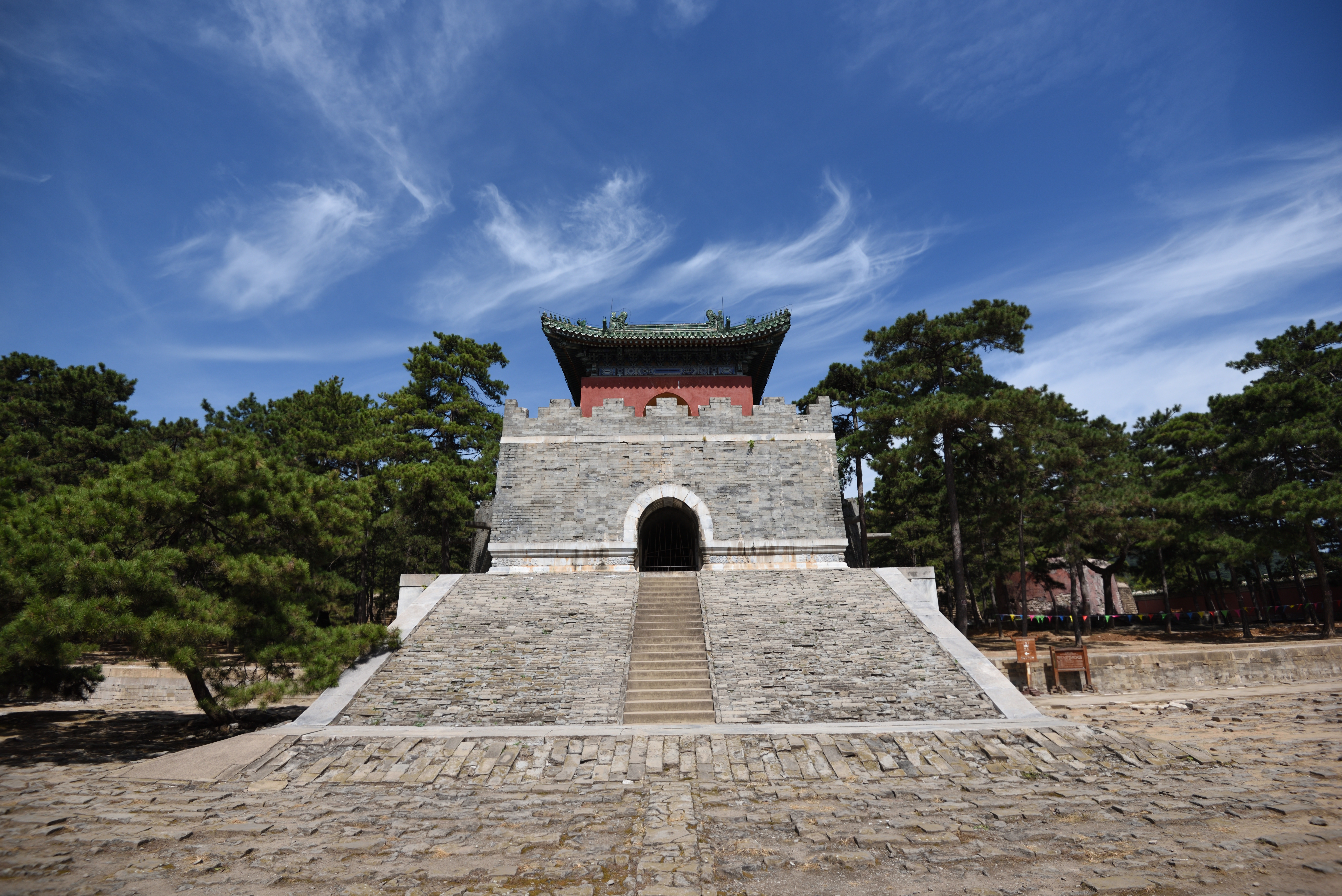
Minh lâu trong Phi viên tẩm, nơi chôn cất Kế Hoàng hậu cùng Thuần Huệ Hoàng quý phi
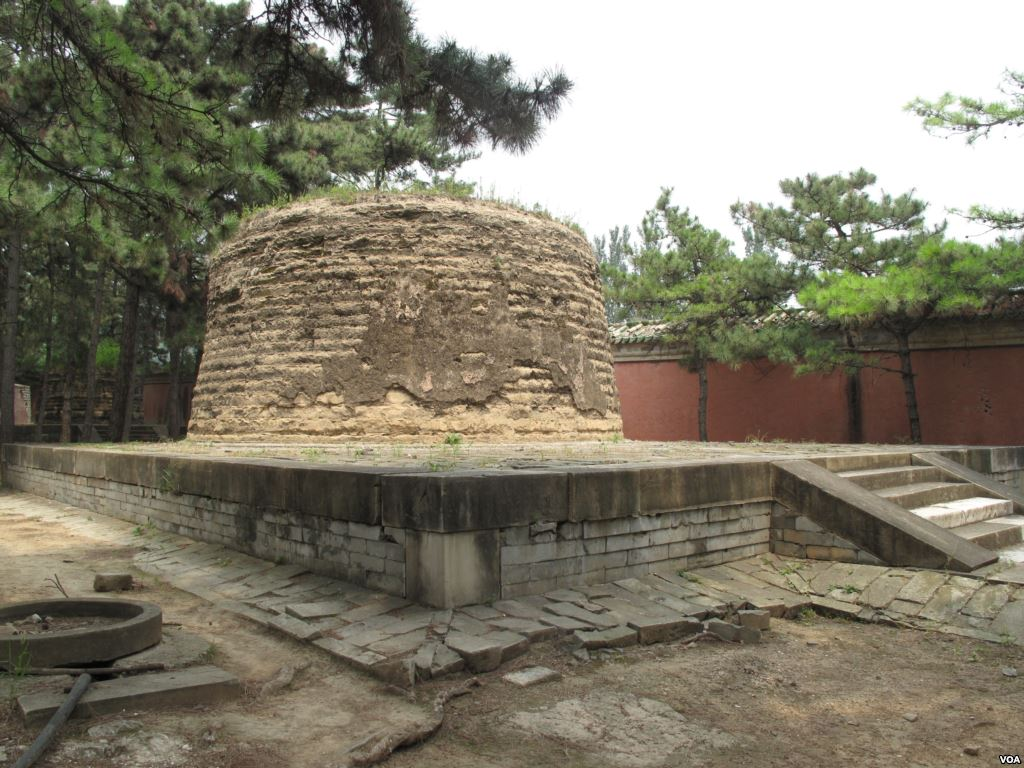
Mộ phần của Dung phi trong Phi viên tẩm
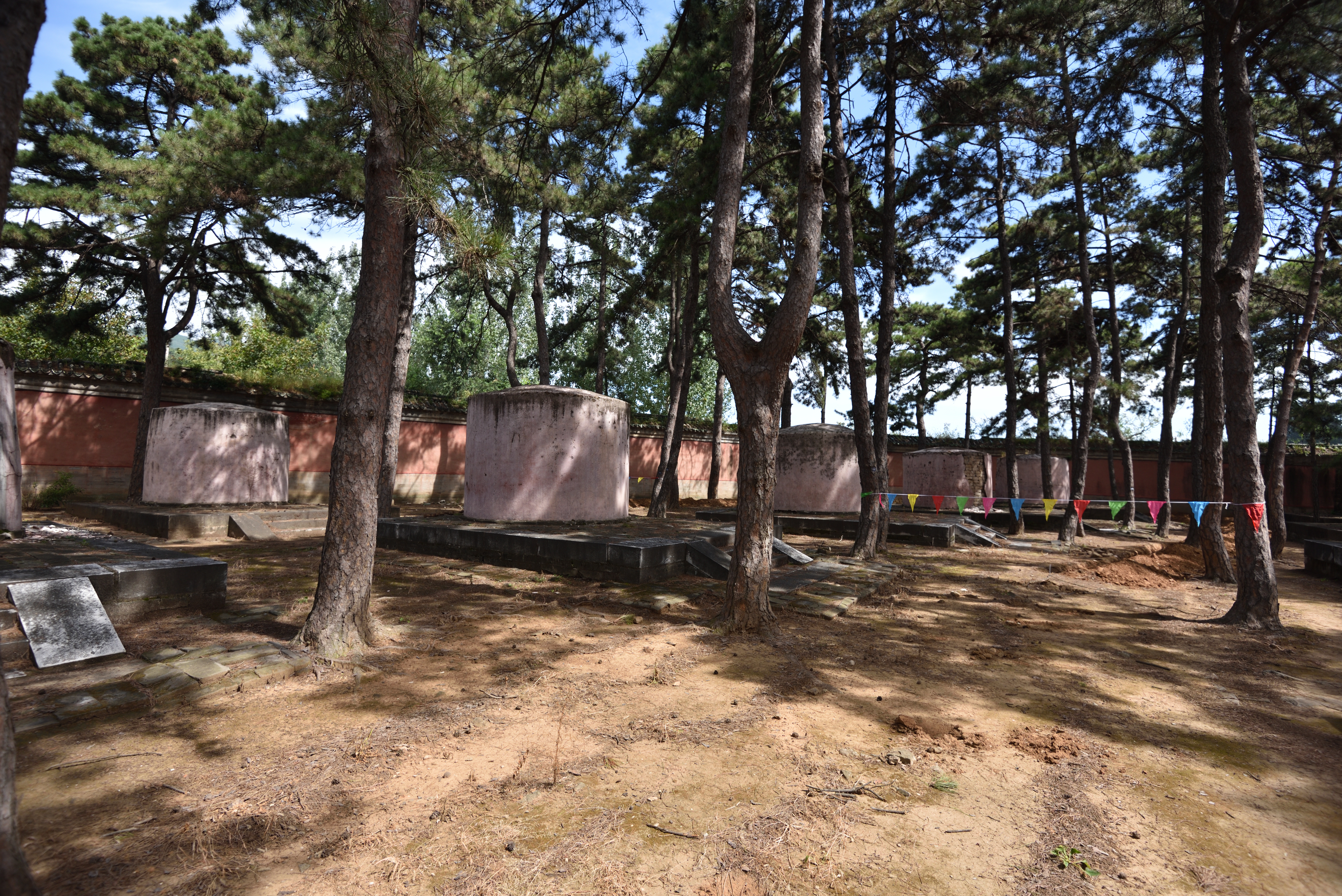
Mộ phần các phi tần khác trong Phi viên tẩm
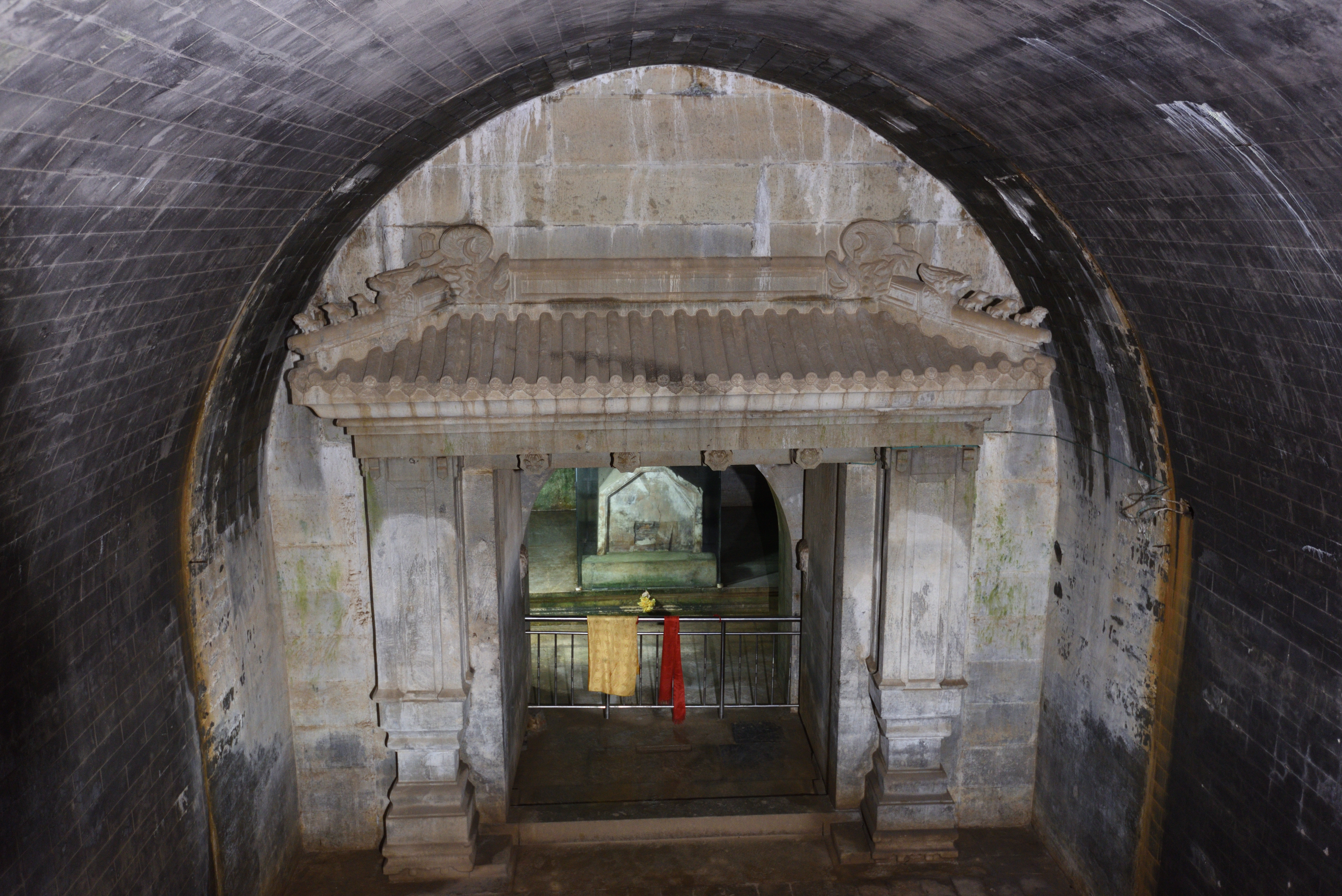
Trong địa cung của một mộ tại Phi viên tẩm
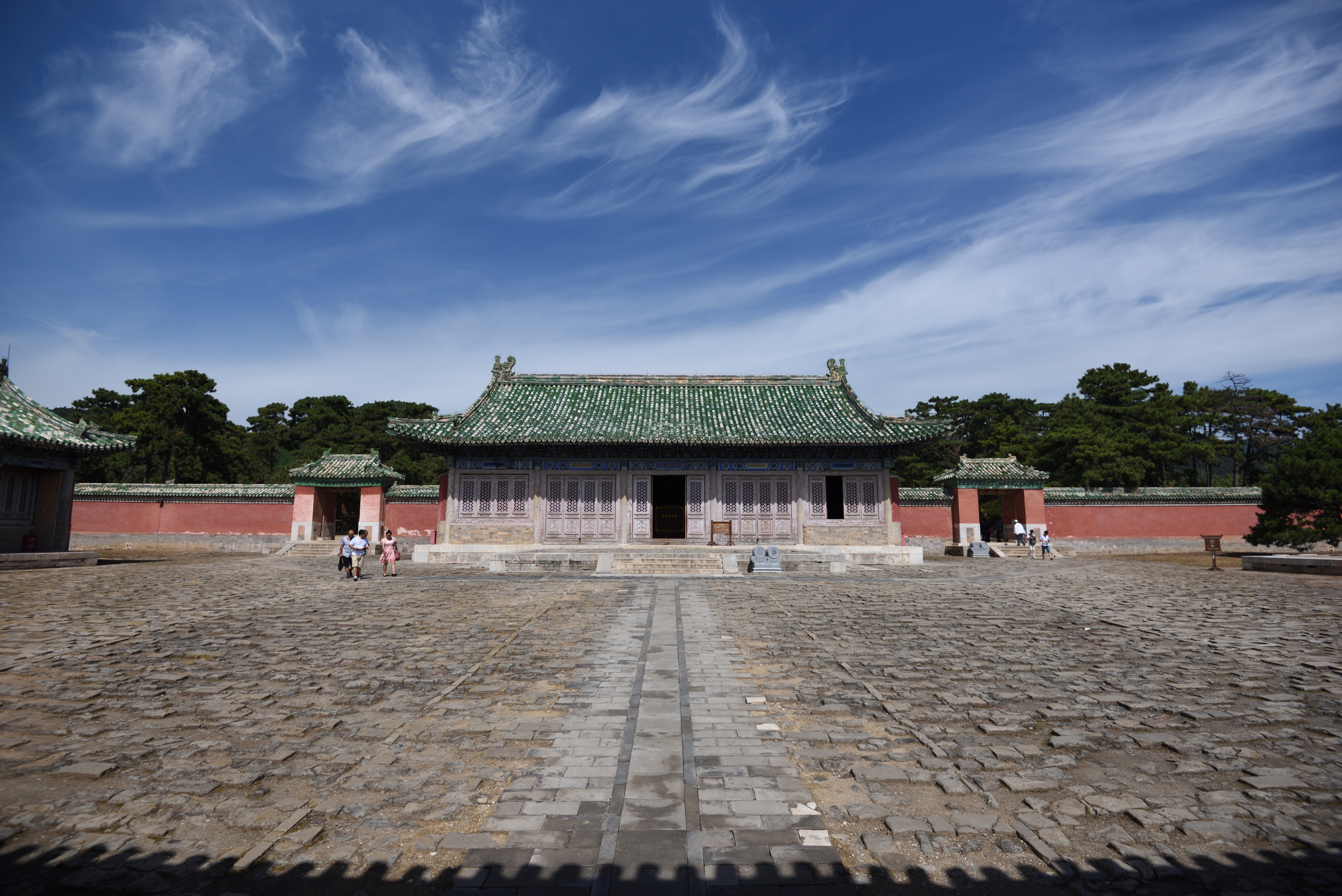
Hưởng điện trong Phi viên tẩm
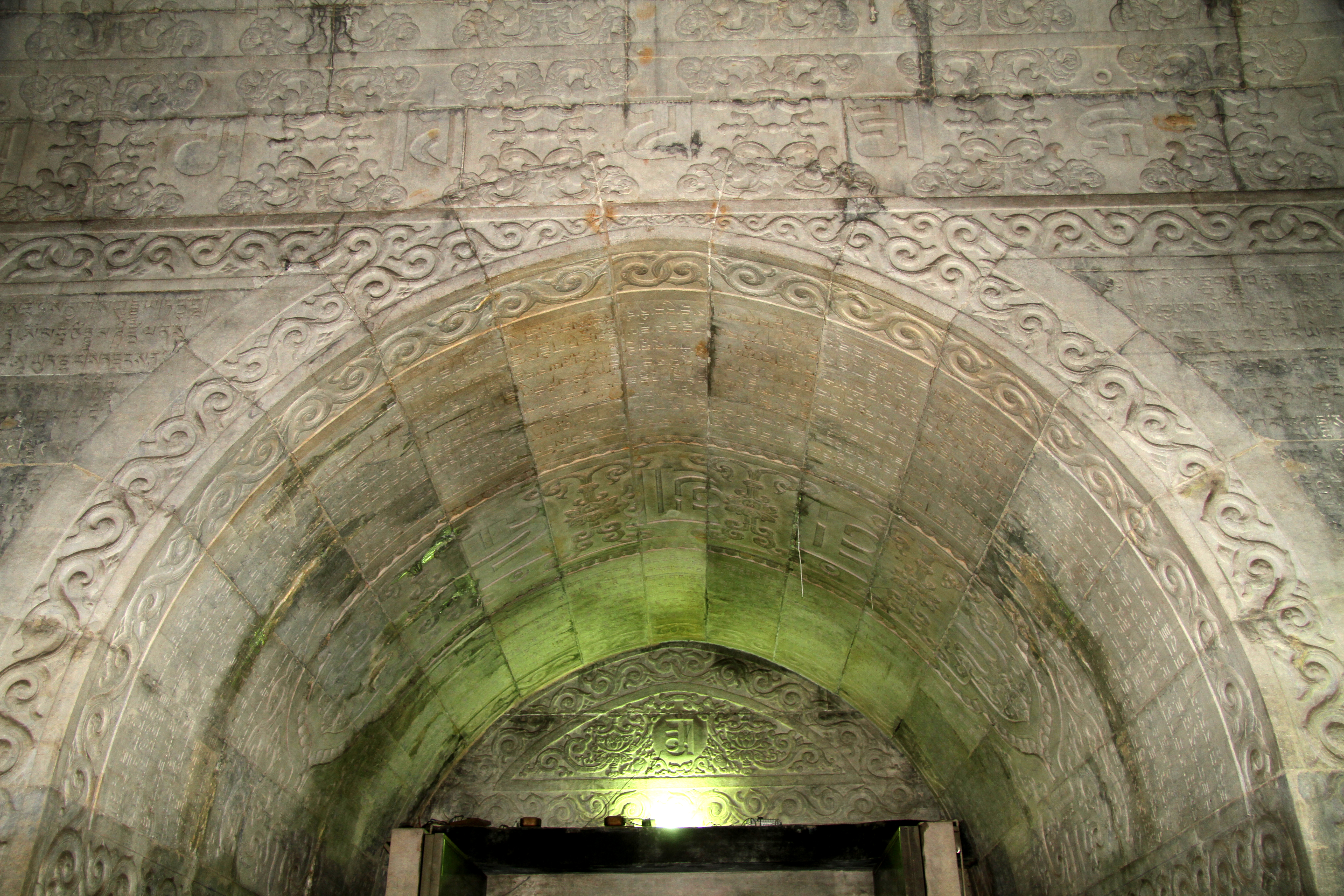
Địa cung của Dụ lăng
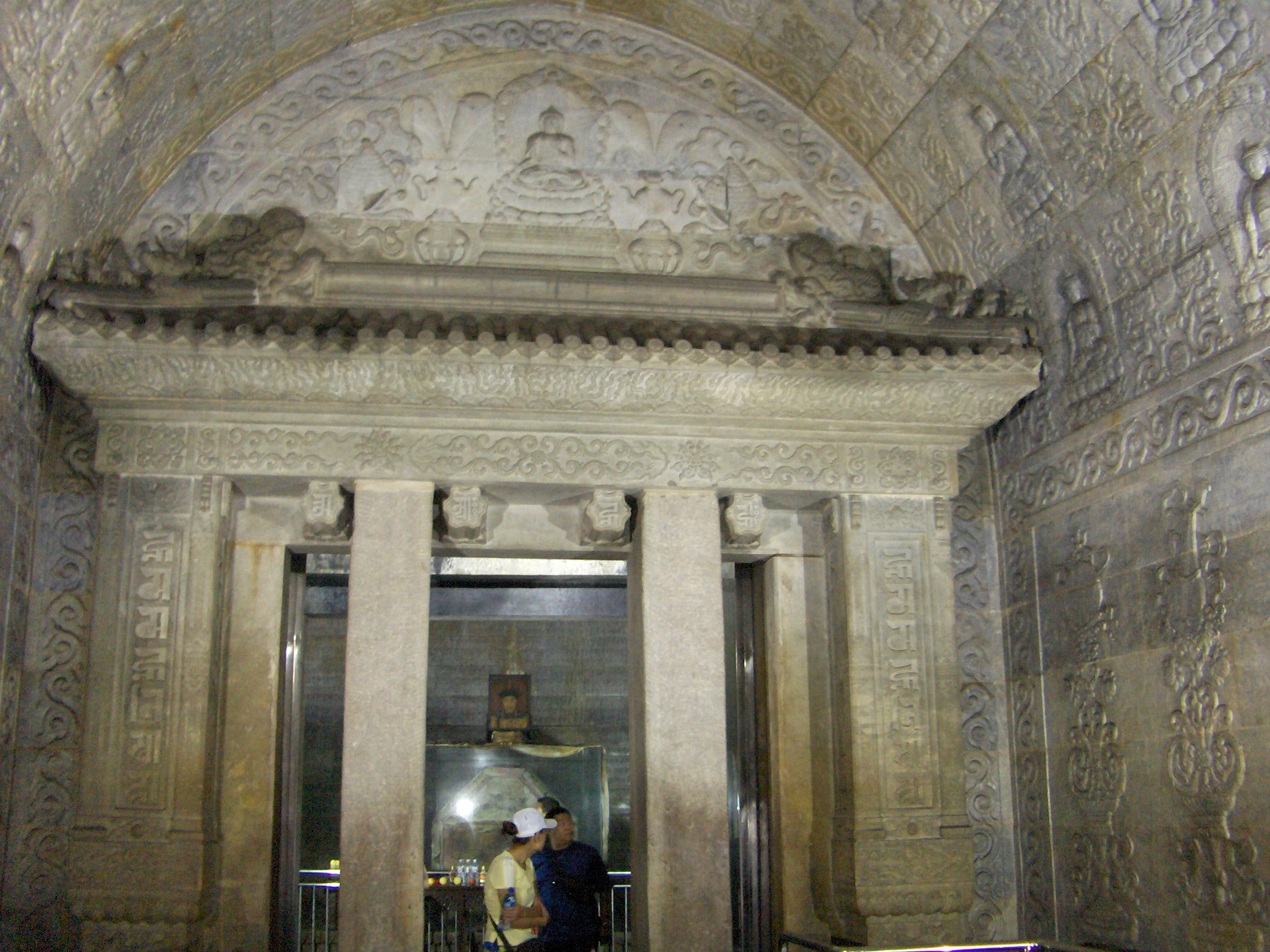
Cột đá trong Địa cung
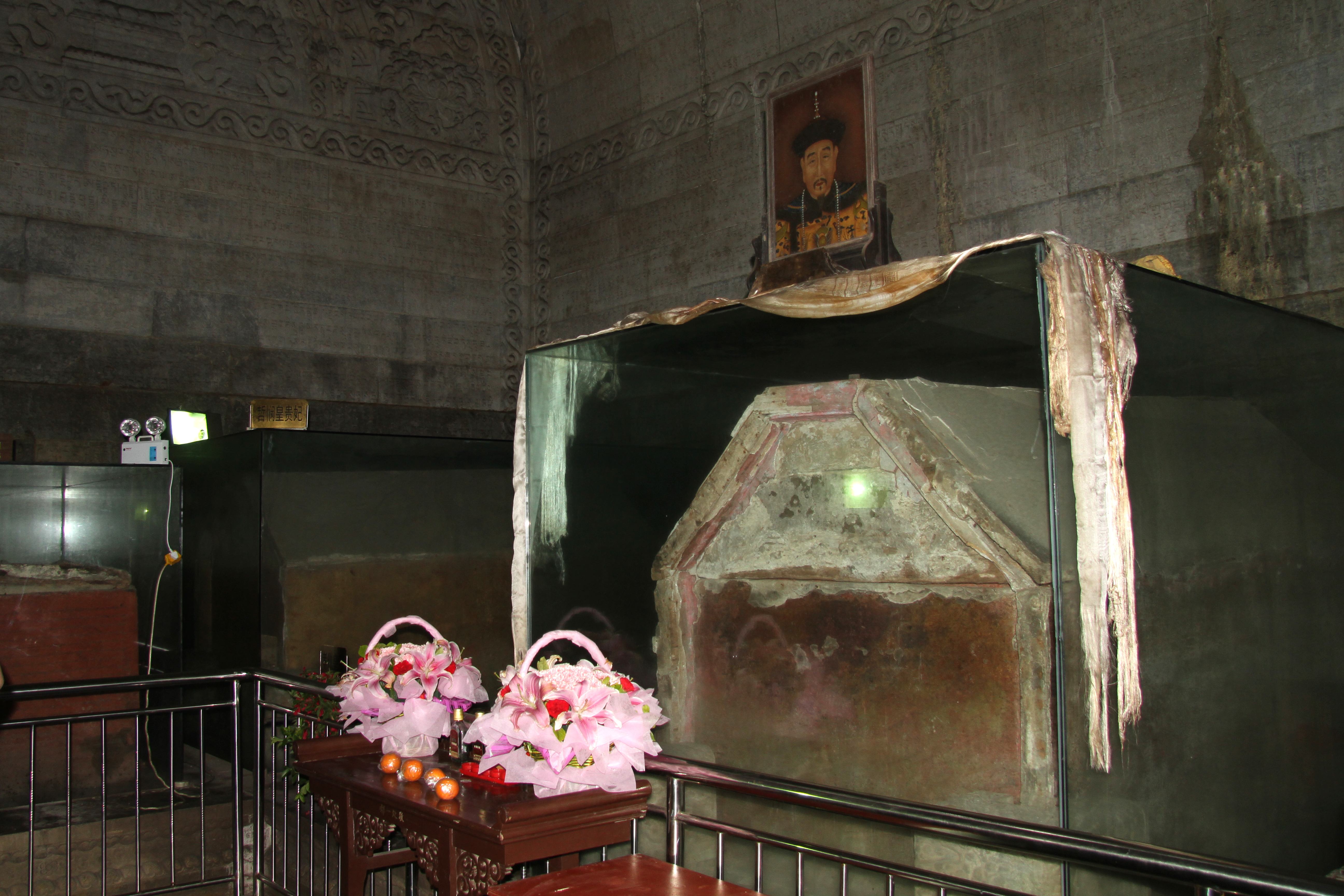
Quan tài của Càn Long Đế cùng Triết Mẫn Hoàng quý phi trong địa cung